# Ildikó Erdősi
Ildikó Erdősi (født. 14. September 1989 i Kiskunfélegyháza) er en ungarsk håndboldspiller, som spiller for Siófok KC i og det ungarske landshold.